# Dzegamchay
Dzegamchay är ett vattendrag i Azerbajdzjan. Det ligger i den västra delen av landet, 300 km väster om huvudstaden Baku. Dzegamchay ligger vid sjön Shamkhorskoye Vodokhranilishche.
Runt Dzegamchay är det ganska tätbefolkat, med 108 invånare per kvadratkilometer.